# Апостольский викариат Бонток-Лагаве
Апостольский викариат Бонток-Лагаве (лат. Vicariatus Apostolicus Bontocensis-Lagavensis) — апостольский викариат Римско-Католической церкви с центром в городе Бонток, Филиппины. В юрисдикцию апостольского викариата Бонток-Лагаве входят часть провинций Ифугао и Горной провинции. Кафедральным собором апостольского викариата Бонток-Лагаве является церковь святой Риты.

## История
6 июля 1992 года Римский папа Иоанн Павел II выпустил буллу Ad aptius in Insulis, которой учредил апостольский викариат Бонток-Лагаве, выделив его из апостольского викариата Горной провинции (сегодня — Епархия Багио).

## Ординарии апостольского викариата
- епископ Brigido A. Galasgas (6.07.1992 — 15.05.1995);
- епископ Francisco F. Claver (2.11.1995 — 15.04.2004);
- епископ Cornelio Galleo Wigwigan (19.03.2004 — 16.05.2005);
- епископ Rodolfo Fontiveros Beltran (18.03.2006 — 30.10.2012) — назначен епископом Сан-Фернандо.
  - Sede vacante (2012—2015)
- епископ Valentin Cabbigat Dimoc (с 6 мая 2015 года).

## Источник
- Annuario Pontificio, Libreria Editrice Vaticana, Città del Vaticano, 2003, ISBN 88-209-7422-3
- Булла Ad aptius in Insulis  (лат.)